# Ducatele germane de origine
     Ducatul de Saxonia
     Lotharingia Superioară
     Lotharingia Inferioară
     Ducatul de Franconia
     Ducatul de Suabia
     Ducatul de Bavaria

Imperiul romano-german, în jurul anului 1000
----
Ducatul de Saxonia
Lotharingia Superioară
Lotharingia Inferioară
Ducatul de Franconia
Ducatul de Suabia
Ducatul de Bavaria

Ducatele germane de origine (în germană Stammesherzogtum, nume provenit din termenul Stamm, semnificând "trib") au fost în principal domeniile vechilor triburi germanice din regiunea care mai târziu va fi asociată statului francilor, în special cele din Francia Răsăriteană, la începutul evului mediu timpuriu. În cele din urmă, atunci când Francia de răsărit a început să se transforme în Sfântul Imperiu Roman, regiunile vechilor triburi au căpătat tot identități, în funcție de diviziunile regatului, alături de Lotharingia (Francia de Mijloc propriu-zisă). Spre deosebire de ducatele ulterioare, aceste entități nu erau definite prin granițe administrative stricte, ci prin regiunea de așezare a triburilor germanice principale. Ducii lor nu erau nici administratori regali și nici seniori teritoriali.
Triburile care au devenit ducatele de origine germane au fost la început alemanii, thuringienii, saxonii, francii, burgunzii și rugii. În secolul al V-lea, migrația germanică (Völkerwanderung) a adus un număr de triburi barbare în Imperiul Roman, aflat în stadiu de decădere. În anii 443 și 458, burgunzii s-au strămutat pentru a forma Regatul Burgundia; suprafața pe care aceștia o ocupaseră anterior în Germania a fost imediat ocupată de către franci. Francii reprezentau o uniune a triburilor germane de apus, ai cărei conducători se raliaseră de multă vreme Romei. Rugii au fost anihilați în cadrul războaielor din Italia din secolele al V-lea și al VI-lea, dispărând din istorie, și o nouă confederație de popoare germanice s-a format în locul lor: bavarezii. Toate aceste triburi din Germania au fost în cele din urmă supuse de către franci; alamanii au fost zdrobiți în 496 și 505, thuringienii în 531, bavarezii cândva după 553, și în fine saxonii către 804 în urma campaniei prelungite a împăratului Carol cel Mare.
Și alte entități au început să își manifeste identitatea. Domeniul ceh al Regatului Boemiei, care a acceptat suzeranitatea imperială germană ca ducat către 925, a fost promovat ulterior la rangul de regat, în 1158. La nord și la sud de Boemia, germanii s-au extins către răsărit, întemeind regiuni de frontieră (mărci), aflate sub conducerea margrafilor. La nord, acestea au început cu Meissen și Luzacia, la nord de care s-a constituit Marca Nordului, care avea să devină ulterior Margraviatul Brandenburg (inima viitorului Regat al Prusiei). Cel mai la nord s-a aflat inițial Marca Billungilor, din care până la urmă se vor forma ducatele de Holstein, Lauenburg, Mecklenburg și Pomerania Occidentală. La sud, au apărut Marca de Carniola, Marca de Carintia, Marca de Stiria și Marca de Austria (ulterior, Österreich ("regatul de răsărit")). Regatul Prusiei și Arhiducatul Austriei, care vor deveni unele dintre cele mai importante state europene, și-au început așadar existența ca mărci.
Resturi ale câtorva dintre ducatele de origine germane au supraviețuit până astăzi ca state sau regiuni ale Europei Occidentale.  Teritoriile saxone, bavareze și thuringieneau devenit statele germane Saxonia, Bavaria și Thuringia; teritoriile france și alemane s-au transformat în timp în regiunile germane ale Franconiei și Suabiei. Parte a teritoriului burgund a devenit actuala regiune administrativă de Burgundia din Franța, iar Lotharingia a devenit regiunea Lorena.

## Vechile ducate germane de origine

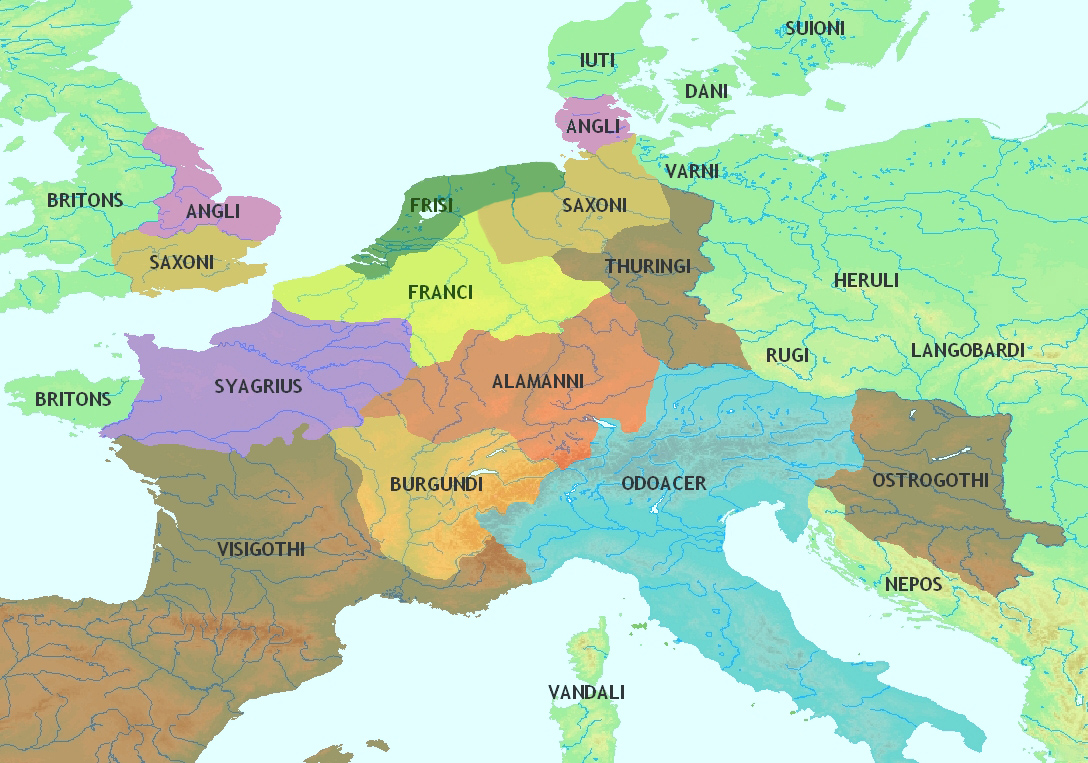
Europa la sfârșitul secolului al V-lea

Vechile ducate de origine germane erau regiuni locuite de triburi germanie asociate Regatului francilor. Ducatele erau entități mai mult sau mai puțin independente, conduse de guvernatori din rândul localnicilor care avea titlul de herzog (duce). Existența tuturor acestora s-a încheiat în timpul primilor Carolingieni. Aceste mai vechi ducate originare erau:
Alamania (sau Suabia)Alamanii au recunoscut supremația francă în jurul anului 539 și au fost guvernați de diferiți duci până la 746, atunci când majordomul franc Carloman a pus capăt ducatului prin masacrul de la Cannstatt.
BavariaBavarezii au ajuns sub dominația francilor în jur de 550 și au fost conduși de către dinastia Agilolfingilor până la 788, când Carol cel Mare l-a depus pe ultimul duce.
SaxoniaSaxonii au fost doar în mică măsură asimilați de către regatul franc al Merovingienilor, însă în practică s-au menținut independenți, până când au fost supuși de către Carol cel Mare în cadrul războaielor saxone (772–804).
Aquitania, Thuringia și Franconia reprezentau mai degrabă entități administrative.
Unele triburi, precum frizonii, nu s-au constituit niciodată în ducat originar.
Termenul de Herzog derivă din termenii germanici He(e)r ('armată') și zog (ziehen) ('a conduce, a trage după sine'), semnificând conducător militar. Este posibil să își aibă originea în titlul proto-germanic de Harjanaz, ei fiind aleși de către tribul respectiv pentru a-l conduce în luptă. Astfel, Herzog a fost un titlu purtat de către războinicii germani care exercitau autoritatea militară asupra unui trib ca urmare a aclamării. În perioada medievală, unii dintre cei mai puternici vasali ale căror teritorii se aflau între fruntariile Sfântului Imperiu Roman au preluat sau au fost învestiți cu titlul de Herzog de către împărat. Unele dintre dinastii, precum Habsburgii de Austria, Hohenzollernii de Prussia, Welfii de Hanovra, Casa de Wettin din Saxonia, Casa de Wittelsbach din Bavaria și Casa de Württemberg, au deținut Herzogswürde (titlul ducal) înainte de a deveni regi.

## Ducatele germane de origine mai recente

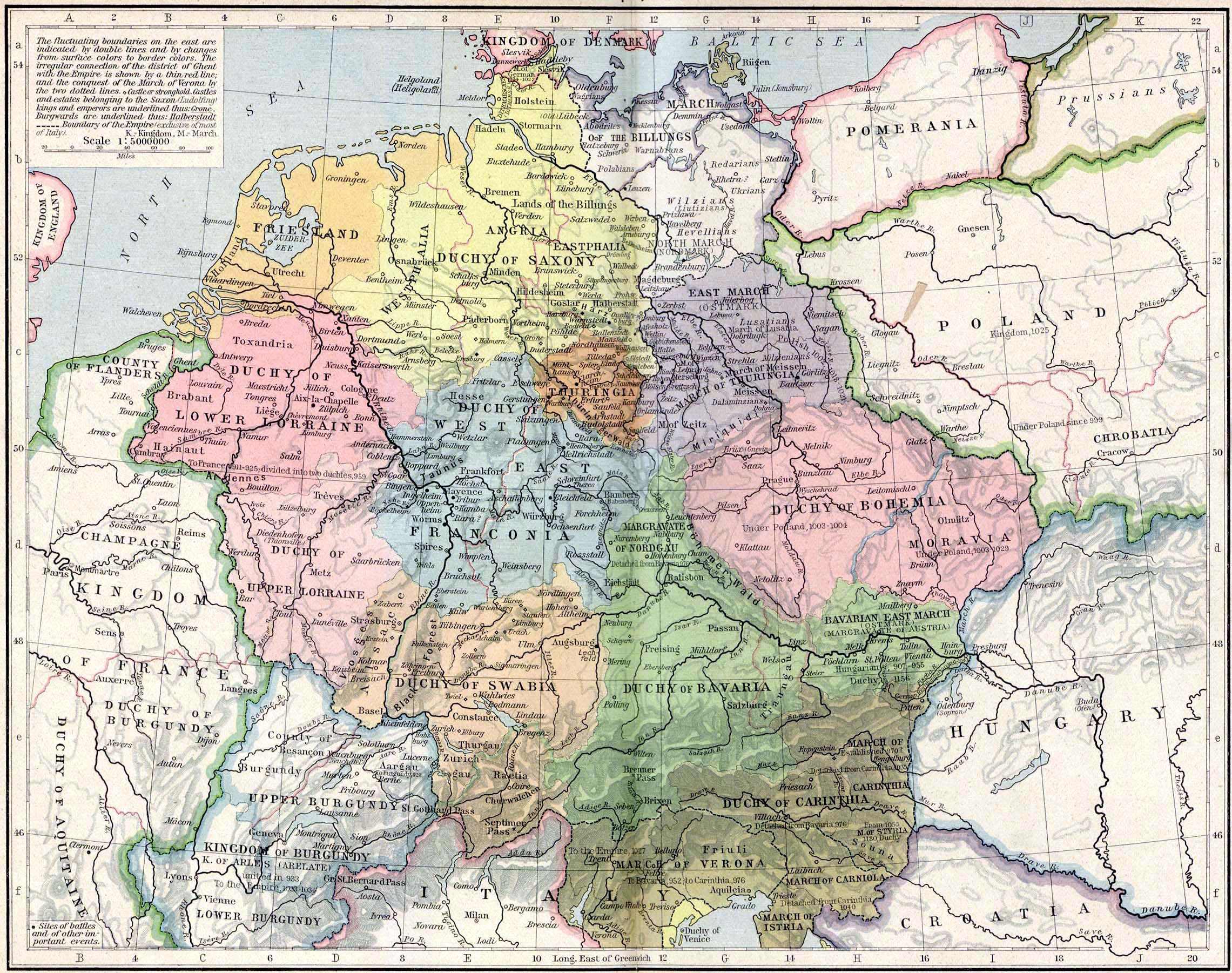
Regatul franc de răsărit (919–1125) alături de ducatele de origine mai recente:Saxonia în galben, Franconia în albastru, Bavaria în verde, Suabia în orange și Lotharingia în roz

După dispariția ducatelor de origine, Carolingienii au administrat aceste regiuni prin comiți (conți) și prefecți, iar uneori au distribuit conducerea către un membru al dinastiei, precum a operat Ludovic Germanul în Bavaria. După divizarea imperiului prin tratatele de la Verdun (843), Meerssen (870) și Ribemont (880), Regatul francilor răsăriteni a fost format din Bavaria, Alamania și Saxonia, alături de părțile estice ale teritoriului franc. Regatul a fost divizat în 864–865 între fiii lui Ludovic Germanul, în mare în baza liniilor care demarcaseră triburile. Puterea regală s-a dezintegrat cu rapiditate după 899 sub domnia lui Ludovic Copilul, care a permit magnaților locali să reînvie ducatele ca entități autonome și să își guverneze triburile sub autoritatea supremă a regelui. După ce ramura răsăriteană a Carolingienilor s-a stins (911), ducii s-au luptat între ei pentru coroană, mai întâi impunându-se Conradinii din Franconia (911), iar apoi Ottonienii (Liudolfingii) (919). Deși conducerea puternică a acestora și a urmașilor lor i-a redus adesea pe duci la postura de reprezentanți regali, ducatele originare au rămas în mare parte intacte până la domnia dinastiei Hohenstaufen.
Ducatele germane originare mai recente erau:
Saxonia (880–1180)Familia Liudolfingilor, care fuseseră angajați în administrarea Saxoniei, au urcat până la poziția de duce și au ajuns chiar regi după 919. În secolul al XI-lea, Ducatul a fost guvernat de către dinastia Billungilor, iar după 1137 ducatul a fost dominat de către Dinastia Welfilor. Căderea de la putere a ducelui Henric Leul în 1180 a avut ca rezultat dezmembrarea ducatului originar în trei părți mai mici: (Ducatul de Westfalia, Ducatul de Braunschweig-Lüneburg și Ducatul de Saxonia de pe râul Elba).
Franconia (906–939)Familia Conradinilor, apropiați de curtea regală, au dobândit hegemonia ducală în Franconia, însă nu au reușit niciodată să unifice regiunea. După ce au obținut coroana regală în 911, ei au fost nevoiți să renunțe la coroană în favoarea Liudolfingilor din Saxonia. După o rebeliune eșuată, Conradinii au fost depuși, iar ducatul transformat într-o posesiune a coroanei. Regiunea s-a fragmentat într-un conglomerat de teritorii nobile și principate ecleziastice.
Bavaria (907–1180)Familia Luitpoldingilor, responsabilă cu apărarea Mărcii de Carintia, a ajuns la poziția ducală. Ei au fost succedați de către o ramură a dinastiei Luidolfingilor iar apoi de cea a Welfilor, a căror opoziție față de regii din familia Hohenstaufen a condus la dezlipirea Bavariei de Austria (1156) și Stiria, ca și de Comitatul de Tirol (1180). Redus teritorial, ducatul a fost acordat familiei de Wittelsbach.
Suabia (909–1268)Familia Hunfridingilor din jurul Thurgau a ocupat poziția ducală, însă după puțină vreme a fost îndepărtată de la conducere în urma luptei cu regii Liudolfingi. După conducerea a diferite familii, ducatul a trecut în posesia familiei Hohenstaufen în 1079. Obținerea de către aceștia a conducerii regatului a transformat Suabia într-o bază a coroanei, însă căderea de la putere din secolul al XIII-lea a lăsat Suabia într-o totală dezintegrare, cu resturi ale ei revenind familiilor Wittelsbach, Württemberg și Habsburg.
Lotharingia (903–959)Ca o componentă centrală a Regatului francilor și având o puternică identitate tribală francă, Lotharingia a fost organizată ca ducat din 903 și a avut o poziție intermediară între Francia Răsăriteană și Francia Occidentală până în 939, când a fost definitiv încorporată în Francia răsăriteană. În 959, ducatul a fost divizat în Lotharingia Inferioară (care la rândul său s-a fragmentat și mai mult) și Lorena Superioară, care a evoluat ulterior în teritoriul francez Lorena.

## Ducatele de origine din Franța
Istoricii germani în mod constant au restrâns termenul de "ducat de origine" la Regatul francilor răsăriteni, cu varietatea sa de triburi germanice, în contrast cu romanizatul și mai unificatul regat al celor apuseni, ale cărui ducate erau considerate ca unități regionale administrative lipsite de orice coeziune etnică. Cu toate acestea, potrivit lui J. Flach și Kienast, și ducatele din Franța, precum (Bretania, Normandia, Gasconia, Aquitania și Burgundia), aveau bază etnică înainte ca regii Franței să înceapă crearea de duci în secolul al XIV-lea. Natura și rolul ducatelor germanice de origine sunt adesea privite prin contrast cu vechile ducate de pe teritoriul Franței.
Se spune că cei 12 paladini ai lui Carol cel Mare ar fi inspirat crearea celor 12 pairi ai Franței: șase unități geografice temporale (Normandia, Burgundia, Aquitania, Flandra, Toulouse și Champagne), alături de șase unități geografice ecleziastice (Noyon, Reims, Laon, Langres, Beauvais și Châlons).